# Richard Stone
John Richard Nicholas Stone (Londres, 30 de agosto de 1913 — Cambridge, 6 de dezembro de 1991) foi um economista britânico.
Ele foi laureado com o Prémio de Ciências Económicas em Memória de Alfred Nobel de 1984.

## Conquistas
Stone recebeu em 1984 o Prêmio Nobel de Ciências Econômicas por desenvolver um modelo contábil que pudesse ser usado para rastrear atividades econômicas em escala nacional e, posteriormente, internacional.
Embora não tenha sido o primeiro economista a trabalhar nesta área, foi o primeiro a fazê-lo com a contabilidade por partidas dobradas. A contabilidade de partidas dobradas basicamente afirma que cada item de receita em um lado do balanço patrimonial deve ser atendido por um item de despesa no lado oposto do balanço contábil, criando, portanto, um sistema de equilíbrio. Esse sistema de dupla entrada é a base de quase toda a contabilidade moderna hoje. Isso possibilitou uma maneira confiável de rastrear o comércio e a transferência de riqueza em escala global.
Ele às vezes é conhecido como o 'pai da contabilidade da renda nacional' e é o autor de estudos de estatísticas de demanda do consumidor e modelagem de demanda, crescimento econômico e insumo-produto.
Durante seu discurso de aceitação, Stone mencionou François Quesnay, bem como o Tableau économique. Stone afirmou que foi um dos primeiros trabalhos em economia a examinar vários setores em um nível tão global e como eles estão todos interligados.

## Publicações selecionadas
- Richard Stone e Giovanna Saffi Stone, Social Accounting and Economic Models (1959)
- Richard Stone e Giovanna Saffi Stone, National Income and Expenditure (1961).